# اچ‌ام‌اس اکسپلورر (زیردریایی)
اچ‌ام‌اس اکسپلورر (زیردریایی) (به انگلیسی: HMS Explorer (submarine)) یک زیردریایی بود که طول آن ۱۷۸ فوت (۵۴ متر) بود. این زیردریایی در سال ۱۹۵۴ ساخته شد.